# Сестри Ісуса Доброго Пастиря
Сестри Ісуса Доброго Пастиря (пастеріанки, пастушки) - релігійна громада, заснована о. Яковом Альберіоне 7 жовтня 1938 р. та затверджена 29 червня 1959 р. папою Іваном XXIII. 

## Ціль
Метою Конгрегації Сестер Ісуса Доброго Пастиря є «творча присутність у парафіяльному житті в тісній співпраці з парафіяльним священиком та всією парафіяльною громадою». Здійснюють свою місію за допомогою різних форм душпастирської діяльності: катехези, літургії, формації парафіяльних співпрацівників, духовного супроводу, організації духовних вправ та днів зосереджень, анімації релігійного життя в парафії та в дієцезії[1].